# Прыжки с трамплина на зимних Олимпийских играх 1998
Соревнования по прыжкам с трамплина на зимних Олимпийских играх 1998 прошли с 8 по 15 февраля. Были разыграны три комплекта наград.

## Медалисты
| Дисциплина                                     | Золото                                                                    | Серебро                                                                | Бронза                                                                                      |
| Большой трамплин среди команд, К-120 8 февраля | Япония · Таканобу Окабе · Хироя Саито · Масахико Харада · Кадзуёси Фунаки | Германия · Свен Ханнавальд · Мартин Шмитт · Хансйорг Якле · Дитер Тома | Австрия · Райнхард Шверценбергер · Мартин Хёлльварт · Штефан Хорнгахер · Андреас Видхёльцль |
| Нормальный трамплин, К-90 11 февраля           | Яни Сойнинен Финляндия                                                    | Кадзуёси Фунаки Япония                                                 | Андреас Видхёльцль Австрия                                                                  |
| Большой трамплин, К-120 15 февраля             | Кадзуёси Фунаки Япония                                                    | Яни Сойнинен Финляндия                                                 | Масахико Харада Япония                                                                      |

## Результаты

### Большой трамплин, К-120, командное первенство
Командные соревнования по прыжкам с большого трамплина прошли 18 февраля. В соревнованиях приняли участие 13 команд. Представители всех команд совершили по две попытки. Призёры Олимпийских игр определились по сумме результатов за две попытки.
| Место | Команда                                                                                  | Очки  |
| ----- | ---------------------------------------------------------------------------------------- | ----- |
| 1     | Япония (Таканобу Окабэ, Хироя Саито, Масахико Харада, Кадзуёси Фунаки)                   | 933.0 |
| 2     | Германия (Свен Ханнавальд, Мартин Шмитт, Хансйорг Якле, Дитер Тома)                      | 897.4 |
| 3     | Австрия (Райнхард Шверценбергер, Мартин Хёлльварт, Штефан Хорнгахер, Андреас Видхёльцль) | 881.5 |
| 4     | Норвегия (Хеннинг Стенсруд, Лассе Оттесен, Руар Льёкельсёй, Кристиан Бренден)            | 870.6 |
| 5     | Финляндия (Ари-Пекка Никкола, Мика Лаитинен, Янне Ахонен, Янне Сойнинен)                 | 833.6 |
| 6     | Швейцария (Сильвен Фрайхольц, Марко Штейнауэр, Симон Амман, Бруно Ройтелер)              | 735.0 |
| 7     | Чехия (Якуб Сухачек, Франтишек Йеж, Михал Долежал, Ярослав Сакала)                       | 710.3 |
| 8     | Польша (Адам Малыш, Лукаш Кручек, Войцех Скупень, Роберт Матея)                          | 684.2 |
| 9     | Россия (Николай Петрушин, Артур Хамидулин, Александр Волков, Валерий Кобелев)            | 639.7 |
| 10    | Словения (Миха Рихтар, Петер Жонта, Блаж Врховник, Примош Петерка)                       | 610.3 |
| 11    | Казахстан (Павел Гайдук, Александр Колмаков, Дмитрий Чвыков, Станислав Филимонов)        | 602.0 |
| 12    | США (Майк Келер, Алан Алборн, Рэнди Вебер, Кэйси Колби)                                  | 490.7 |
| 13    | Республика Корея (Ким Хын Су, Ким Хён Ги, Чхвё Ён Джик, Чхве Хын Чхоль)                  | 373.8 |

### Нормальный трамплин, К-90, личное первенство
В соревнованиях приняли участие 62 спортсмена. В финале 32 прыгуна выполнили одну попытку, а 30 лучших прыгунов по итогам первой попытки совершили вторую попытку. Призёры Олимпийских игр определились по сумме результатов за две попытки.
| Место. | Спортсмен          | Очки  | Расстояние  |
| ------ | ------------------ | ----- | ----------- |
| 1      | Яни Сойнинен       | 234.5 | 90.0м 89.0м |
| 2      | Кадзуёси Фунаки    | 233.5 | 87.5м 90.5м |
| 3      | Андреас Видхёльцль | 232.5 | 88.0м 90.5м |
| 4      | Янне Ахонен        | 231.5 | 86.5м 91.0м |
| 5      | Масахико Харада    | 228.5 | 91.0м 84.5м |
| 6      | Примош Петерка     | 223.0 | 87.0м 89.0м |
| 7      | Нориаки Касаи      | 221.5 | 87.5м 84.5м |
| 8      | Кристиан Бренден   | 215.5 | 87.5м 84.0м |
| 9      | Хироя Саито        | 213.5 | 86.5м 83.0м |
| 10     | Штефан Хорнгахер   | 212.5 | 85.0м 84.5м |

### Большой трамплин, К-120, личное первенство
В соревнованиях приняли участие 62 спортсмена. В финале 32 прыгуна выполнили одну попытку, а 30 лучших прыгунов по итогам первой попытки совершили вторую попытку. Призёры Олимпийских игр определились по сумме результатов за две попытки.
15 февраля 1998
| Место. | Спортсмен              | Очки  | Расстояние    |
| ------ | ---------------------- | ----- | ------------- |
| 1      | Кадзуёси Фунаки        | 272.3 | 126.0м 132.5м |
| 2      | Янне Сойнинен          | 260.8 | 129.5м 126.5м |
| 3      | Масахико Харада        | 258.3 | 120.0м 136.0м |
| 4      | Андреас Видхольцль     | 258.2 | 131.0м 120.5м |
| 5      | Примош Петерка         | 251.1 | 119.0м 130.5м |
| 6      | Таканобу Окабе         | 250.1 | 130.0м 119.5м |
| 7      | Райнхард Шверценбергер | 244.2 | 115.5м 131.0м |
| 8      | Михал Долежал          | 243.2 | 116.0м 130.5м |
| 9      | Роар Льокелсои         | 242.3 | 119.5м 124.0м |
| 10     | Лассе Оттесен          | 238.9 | 121.0м 122.0м |

## Судьи
| Технический делегат             | Торбьёрн Иггесет                                                                                       |
| Ассистент технического делегата | Вольфганг Хаппе                                                                                        |
| Главный судья                   | Акио Касая                                                                                             |
| Рейс-директор                   | Вальтер Хофер                                                                                          |
| Судьи                           | - Морис Арбез - Юкио Касая - Вальтер-Антон Фогель - Ежи Бронислав Цеслар - Петер Эберг - Тапио Юннонен |